# Muzeum Historii w Botewgradzie
Muzeum Historii w Botewgradzie (bułg. Историческият музей в Ботевград) – muzeum historyczne założone w 1937 roku, którego zbiory obejmują ponad 15 tys. eksponatów archeologicznych i historycznych oraz dzieł sztuki (stan na 2018 rok).

## Historia
Początki badań nad historią Botewgradu związane są z działalnością księdza Gerogiego Dimitrowa i nauczyciela Georgiego Popiwanowa. O konieczności utworzenia muzeum historycznego pisała lokalna gazeta (bułg. Орханийски новини). Pierwsza wystawa muzealna została utworzona w 1937 roku z inicjatywy dyrektora gimnazjum Asena Stefanowa. 
W latach 50. XX wieku rosnące zbiory zostały przeniesione do lokalnego ośrodka kultury „Christo Botew 1884” a dwa lata później uzyskały status muzeum narodowego. Muzeum otwarto w nowym gmachu 24 maja 1959 roku. W 1970 roku otwarto drugą wystawę a później dodano kolekcję sztuki. W 2020 roku przeprowadzono remont gmachu placówki, który otwarto ponownie w 2011 roku.   

## Zbiory
W zbiorach muzeum znajduje się ponad 15 tys. eksponatów archeologicznych i historycznych (m.in. dokumenty, fotografie, książki i monety) a także dzieł sztuki (stan na 2018 rok), podzielonych na trzy działy: archeologiczny, historii ziem bułgarskich w okresie XV–XX w. oraz historii i sztuki XX w. 
Muzeum ma jedną filię, w szkole we wsi Bożenica.   

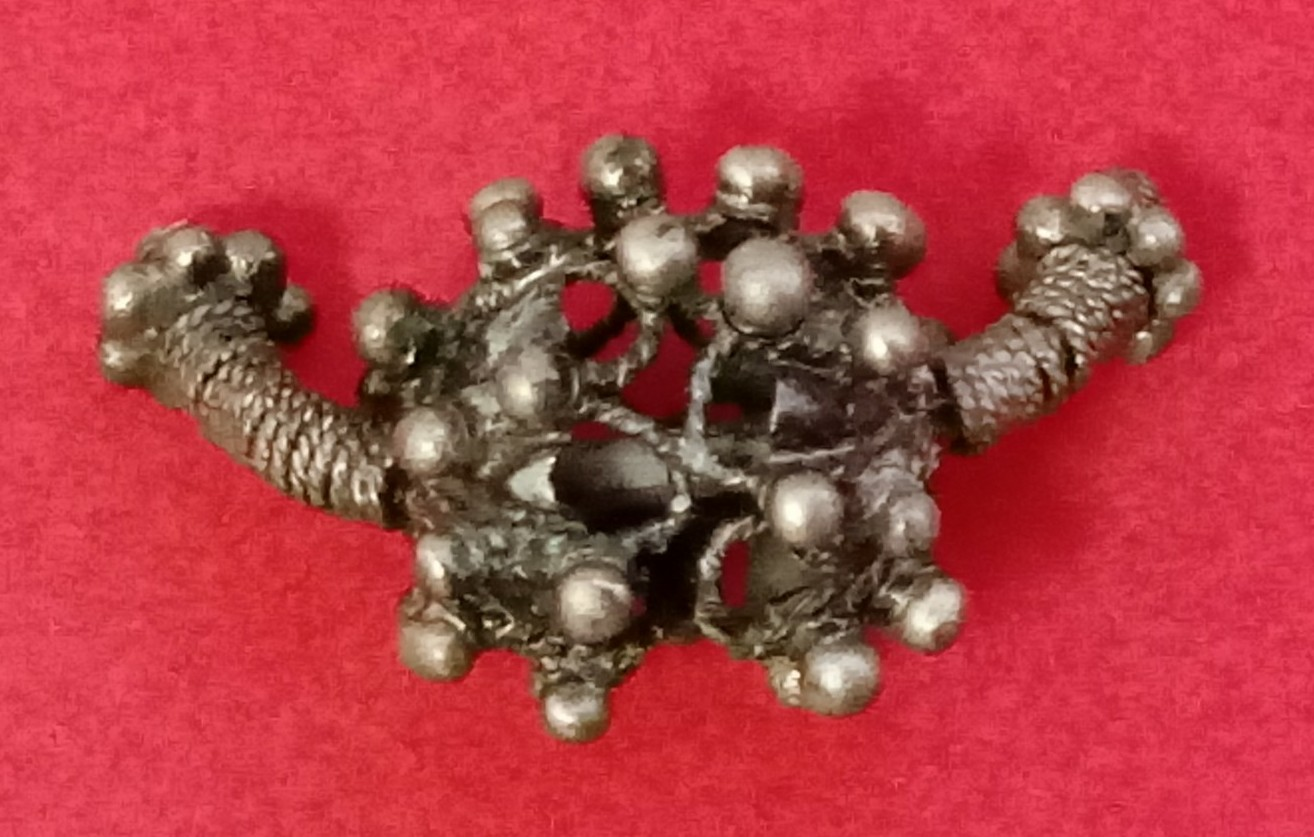
Srebrny kolczyk z XIV w.
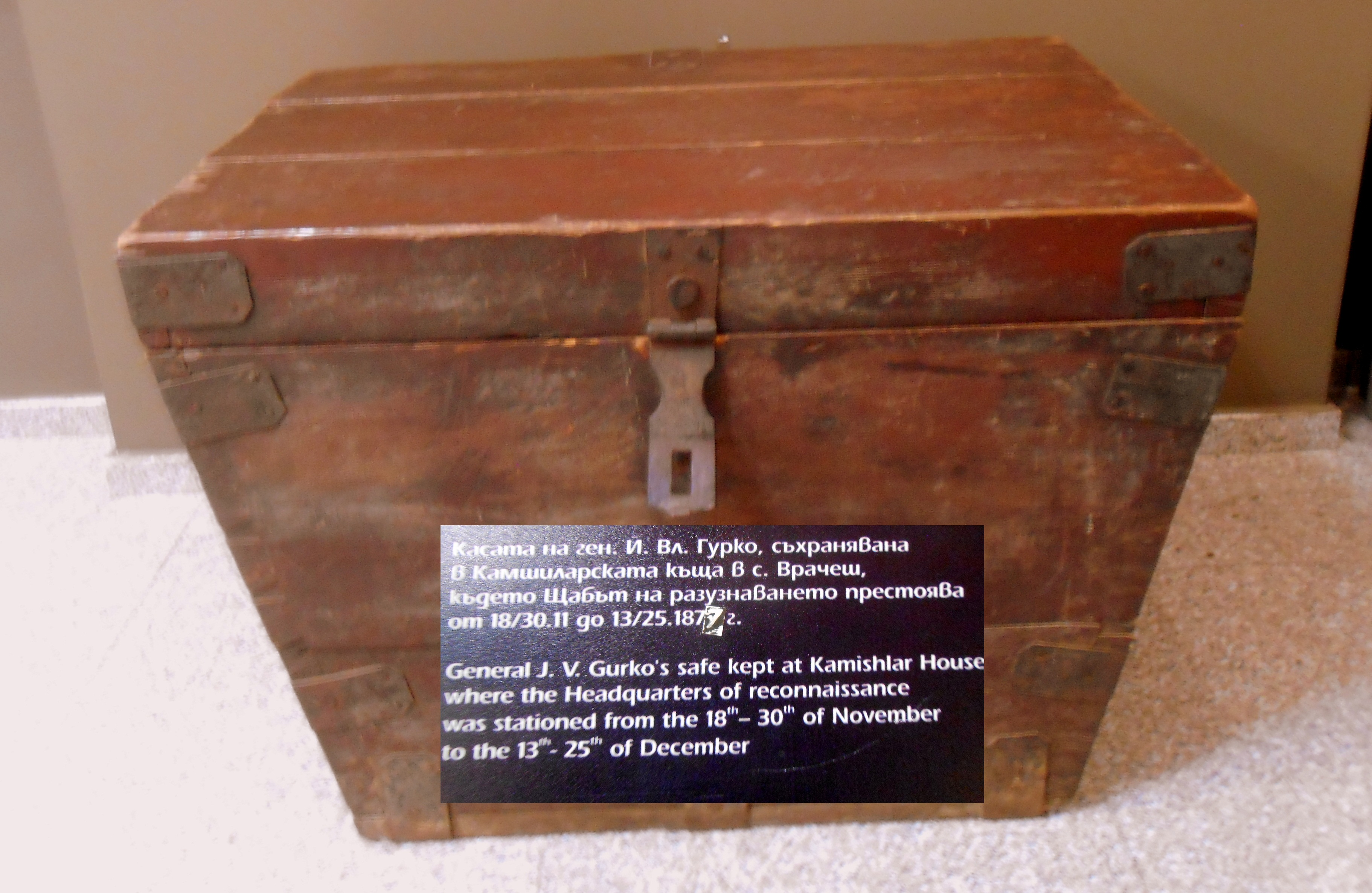
Sejf feldmarszałka rosyjskiego Iosifa Hurki (1828–1901)
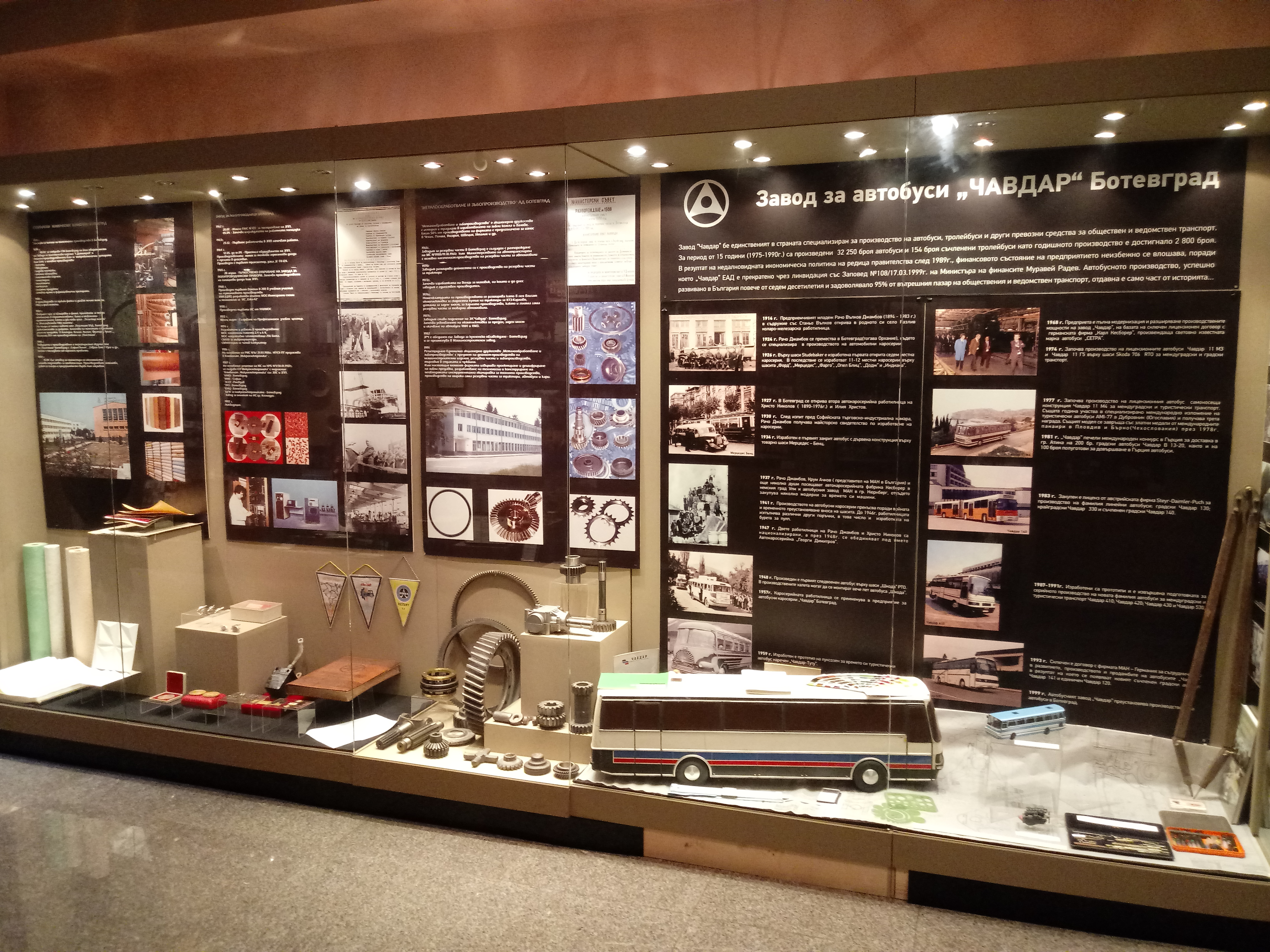
Wystawa o Czawdarze – producencie autobusów i trolejbusów w latach 1924–1999 w Botewgradzie